# 西藏之家

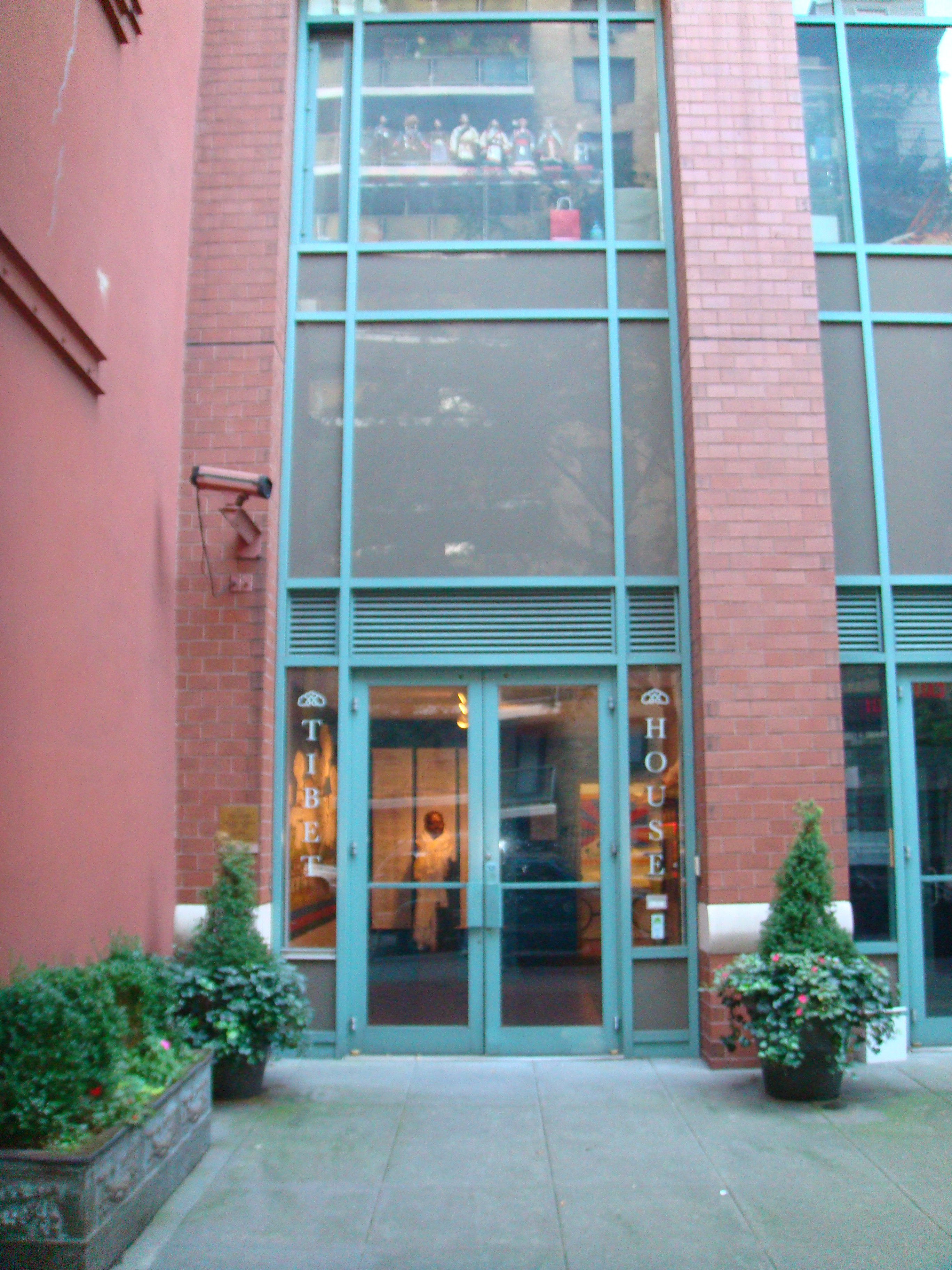
纽约西藏之家

美国西藏之家达赖喇嘛文化中心（Tibet House US Cultural Center of H. H. the Dalai Lama）由哥伦比亚大学教授罗伯特·瑟曼、演员李察·基爾和现代作曲家菲利普·格拉斯等人于1987年在纽约创立，应第十四世达赖喇嘛的要求。美国西藏之家目前设于纽约市西15街22号二楼。

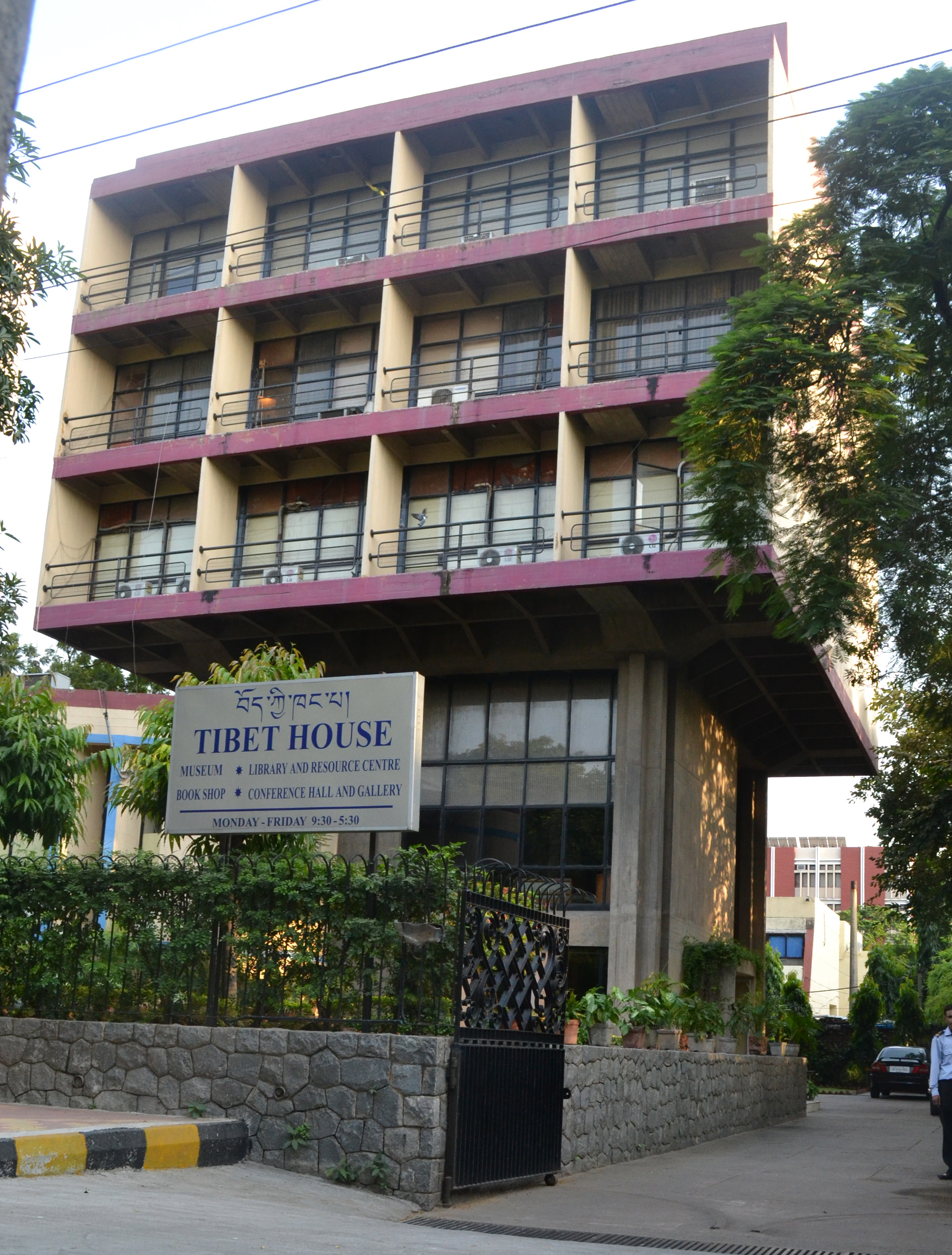
新德里西藏之家